# Georg II. (Großbritannien)

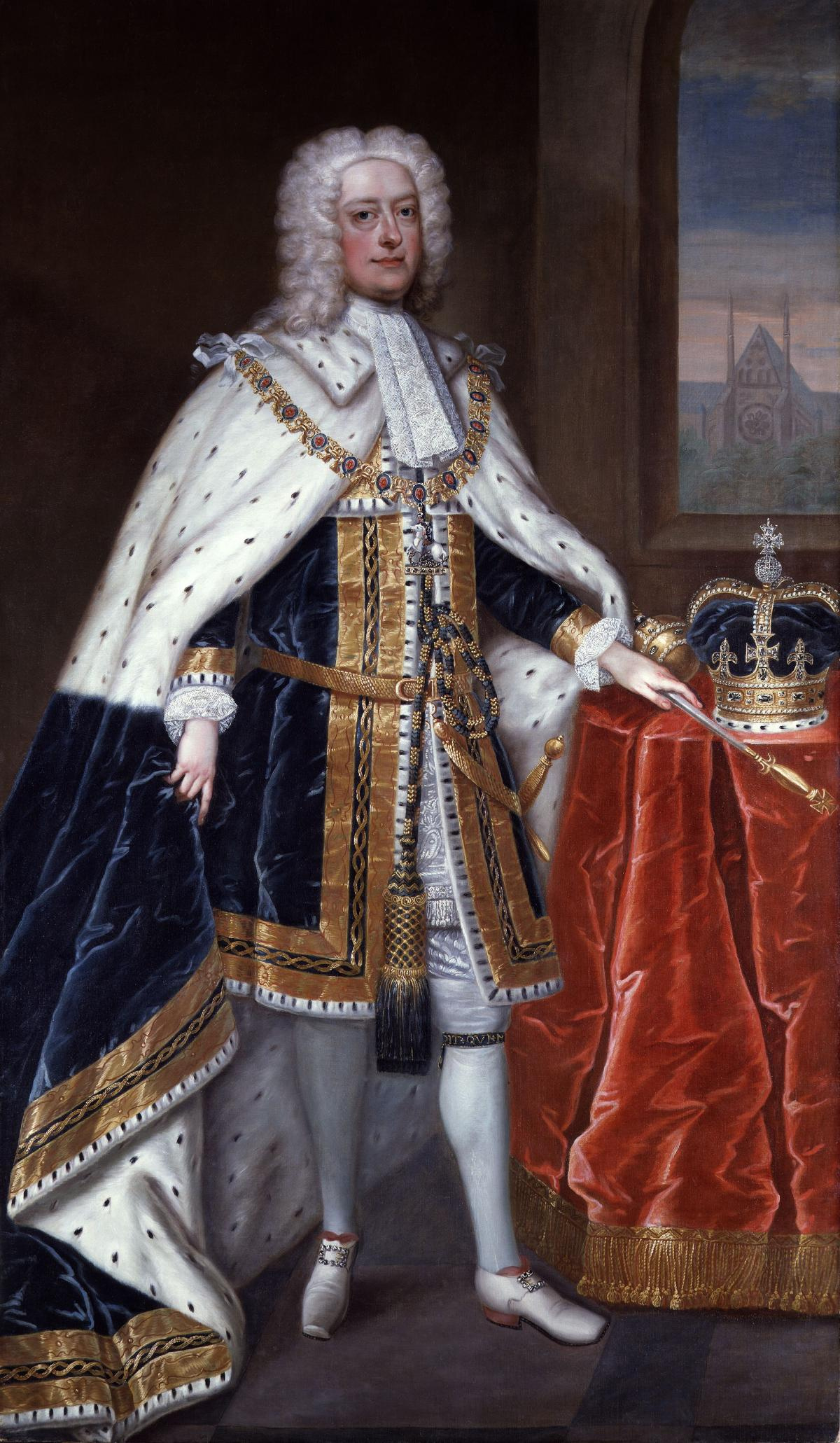
Georg II. im Krönungsornat

Georg II. August (englisch George Augustus; * 30. Oktoberjul. / 9. November 1683greg. in Schloss Herrenhausen, Fürstentum Calenberg; † 25. Oktober 1760 in London) war von 1727 bis zu seinem Tod König von Großbritannien und Irland, deutscher Kurfürst von Braunschweig-Lüneburg (Hannover) und nominell einer der Herzöge zu Braunschweig und Lüneburg.
Er war der zweite König aus dem Haus Hannover und der letzte britische Monarch, der außerhalb von Großbritannien zur Welt kam und der persönlich Truppen in die Schlacht führte. Er war Verbündeter von Maria Theresia im Österreichischen Erbfolgekrieg und von Friedrich II. im Siebenjährigen Krieg.
Der mit Caroline von Ansbach verheiratete Georg II. war für seine zahlreichen Konflikte mit seinem Vater Georg I. und später mit seinem ältesten Sohn Friedrich Ludwig bekannt.

## Frühes Leben
Prinz Georg August wurde im Schloss Herrenhausen bei Hannover geboren. Er war der Sohn von Georg I. (damals noch Georg Ludwig Herzog zu Braunschweig-Lüneburg, Erbprinz der Fürstentümer Calenberg und Grubenhagen) und dessen Ehefrau (und direkter Cousine) Sophie Dorothea von Braunschweig-Lüneburg, einziger Tochter des im Fürstentum Lüneburg (mit Sitz auf Schloss Celle) regierenden Herzogs Georg Wilhelm von Braunschweig-Lüneburg und seiner Gemahlin Eleonore d’Olbreuse. Prinz Georg August erhielt seinen Namen  nach seinen beiden Großvätern, dem Celler Herzog Georg Wilhelm und dem Hannoverschen Herzog (und späteren Kurfürsten) Ernst August. Er wuchs zusammen mit seiner einzigen Schwester Sophie Dorothea, der späteren preußischen Königin, am hannoverschen Hof auf. Während sein Großvater, Kurfürst Ernst August, bis zu seinem Tod 1698 mit seiner Mätresse Clara Elisabeth von Platen im Leineschloss lebte, residierte die Großmutter, Kurfürstin Sophie, bis zu ihrem Lebensende auf Schloss Herrenhausen. Der Vater, Kurfürst Georg Ludwig, lebte mit seinen beiden Kindern an beiden Orten, seine Mätresse Melusine von der Schulenburg stets in der Nähe.
Die Ehe der Eltern wurde mit Urteil vom 7. Januar 1695 wegen böswilligen Verlassens seitens der Mutter geschieden, eine neue Ehe war Sophie Dorothea als schuldigem Teil versagt und ihr Name wurde aus allen offiziellen Dokumenten eliminiert, der Titel einer Kurprinzessin aberkannt. Sophie Dorothea lebte bis zu ihrem Tode 1726 als Gefangene auf Schloss Ahlden, ohne ihre Kinder wiederzusehen.
1692 wurden die Territorien seines Großvaters Ernst August zum neunten Kurfürstentum des Heiligen Römischen Reiches erhoben, sein Vater wurde damit Kurprinz, er selbst folgte als solcher 1698, als sein Vater zum Kurfürsten aufstieg. 1705 heiratete er auf Vermittlung seiner Großmutter Kurfürstin Sophie die Hohenzollern-Prinzessin Caroline von Ansbach, mit der er acht Kinder hatte. Caroline war Georg Augusts große Liebe während seines gesamten Lebens, obgleich er nebenbei Mätressen hatte.
Der im Jahr 1701 erlassene Act of Settlement sah vor, dass die britische Königswürde an Georg Augusts Großmutter Sophie von der Pfalz übertragen werden würde, sollten der damals herrschende König Wilhelm III. und dessen Schwägerin, die spätere Königin Anne, ohne Nachkommen sterben. Durch dieses Gesetz erhielt der hannoversche Kurprinz im Jahr 1705 die englische Staatsbürgerschaft. Anne, die 1702 den englischen Thron bestiegen hatte, machte ihn 1706 zum Mitglied des Hosenbandordens und verlieh ihm noch im selben Jahr die Titel Duke of Cambridge, Earl of Milford Haven, Viscount Northallerton und Baron Tewkesbury. Anne schätzte ihre entfernte hannoversche Verwandtschaft allerdings wenig. Die einst von Kurfürstin Sophie vorgeschlagene Heirat ihres ältesten Sohns Georg Ludwig (des späteren Georg I.) mit ihrer Nichte Anne war bei beiden Kandidaten, nachdem sie sich 1680/81 in London kennengelernt hatten, auf Ablehnung gestoßen. Nur widerwillig fand sich Anne mit der vom Parlament beschlossenen Thronfolge ihres ungeliebten Vetters ab; sie hätte lieber ihre katholischen Halbgeschwister aus der zweiten Ehe ihres exilierten Vaters auf dem Thron gesehen. Es bestand daher kein Anlass für die kurfürstliche Familie, vor Annes Tod nach England zu ziehen. Kurfürstin Sophie rechnete selbst nicht damit, Queen Anne noch zu beerben, obwohl diese seit längerem kränkelte und kaum noch laufen konnte. Die in Holland aufgewachsene Sophie zitierte nur drei Wochen vor ihrem eigenen Tod (infolge eines Sprints bei Platzregen im Park von Herrenhausen) in einem Brief an den mit ihr befreundeten Philosophen Leibniz – mit Blick auf Anne – das niederländische Sprichwort: „Krakende wagens gaan lang“ (quietschende Wagen fahren lange). Hätte sie aber nur zwei Monate länger gelebt, wäre die 83-Jährige doch noch britische Monarchin geworden, als älteste Thronfolgerin der Geschichte.

Wappen von Georg II. als Prince of Wales

Anne starb am 1. August 1714 im Alter von erst 49 Jahren, wenige Wochen nach dem Tod der Kurfürstin Sophie am 8. Juni. Dadurch erbte Sophies damals 54-jähriger Sohn Georg Ludwig den britischen Thron und wurde zu König Georg I. Sein ältester Sohn Georg August wurde automatisch Duke of Cornwall, Duke of Rothesay und Earl of Carrick. Von seinem Vater wurde er am 27. September 1714 zum Prince of Wales und zum Earl of Chester ernannt.
Prinz Georg August, der das hitzige Temperament seiner Celler Großmutter Eleonore d’Olbreuse geerbt hatte, hatte von Jugend an ein belastetes, sich stets verschlechterndes Verhältnis zu seinem Vater, der selbst eher phlegmatischer Natur war. Nachdem Prinzessin Caroline im Jahr 1717 Georg Wilhelm zur Welt gebracht hatte, brach bei der Taufe ein Familienstreit aus. Der Prince of Wales bestand auf den Taufpaten seiner Wahl, doch der König wählte unbeeindruckt andere aus. Nachdem Georg August in aller Öffentlichkeit seinen Vater wüst beschimpft hatte, wurde der Prince of Wales für kurze Zeit unter Arrest gestellt. Danach verbannte der König seinen Sohn aus dem St James’s Palace, der königlichen Residenz, und schloss ihn von allen öffentlichen Zeremonien aus.
Georg August unternahm alles in seiner Macht stehende, um die Opposition gegen seinen Vater zu unterstützen. Sein gemieteter neuer Wohnsitz in London, Leicester House, wurde zu einem Treffpunkt bekannter Oppositioneller, darunter Robert Walpole und Viscount Townshend. Walpole war es auch, der den König 1720 dazu bewegen konnte, sich mit seinem Sohn auszusöhnen.
Durch die schwere Wirtschaftskrise nach der Südseeblase stieg Walpole im Jahr 1721 an die Spitze der Regierung auf. Walpole und seine Whig-Partei dominierten die Politik, weil König Georg I. befürchtete, dass die Tories nicht die Thronfolge unterstützten, die im Act of Settlement festgelegt worden war. Für die Tories, die sich vor allem zur Church of England bekannten, waren Lutheraner kaum weniger andersgläubig als Katholiken. Die den protestantischen Minderheitskonfessionen zuneigenden Whigs, die vor der Hannoverschen Sukzession wegen des von ihnen eifrig betriebenen spanischen Erbfolgekriegs an Popularität verloren hatten, waren inzwischen aber wieder so mächtig geworden, dass die Tories erst nach einem halben Jahrhundert wieder an die Macht gelangten. Robert Walpole kontrollierte praktisch die britische Regierung. Da er sich jedoch auf die Seite des Königs gestellt hatte, verlor er die Gunst des Prince of Wales.

## Erste Herrschaftsjahre

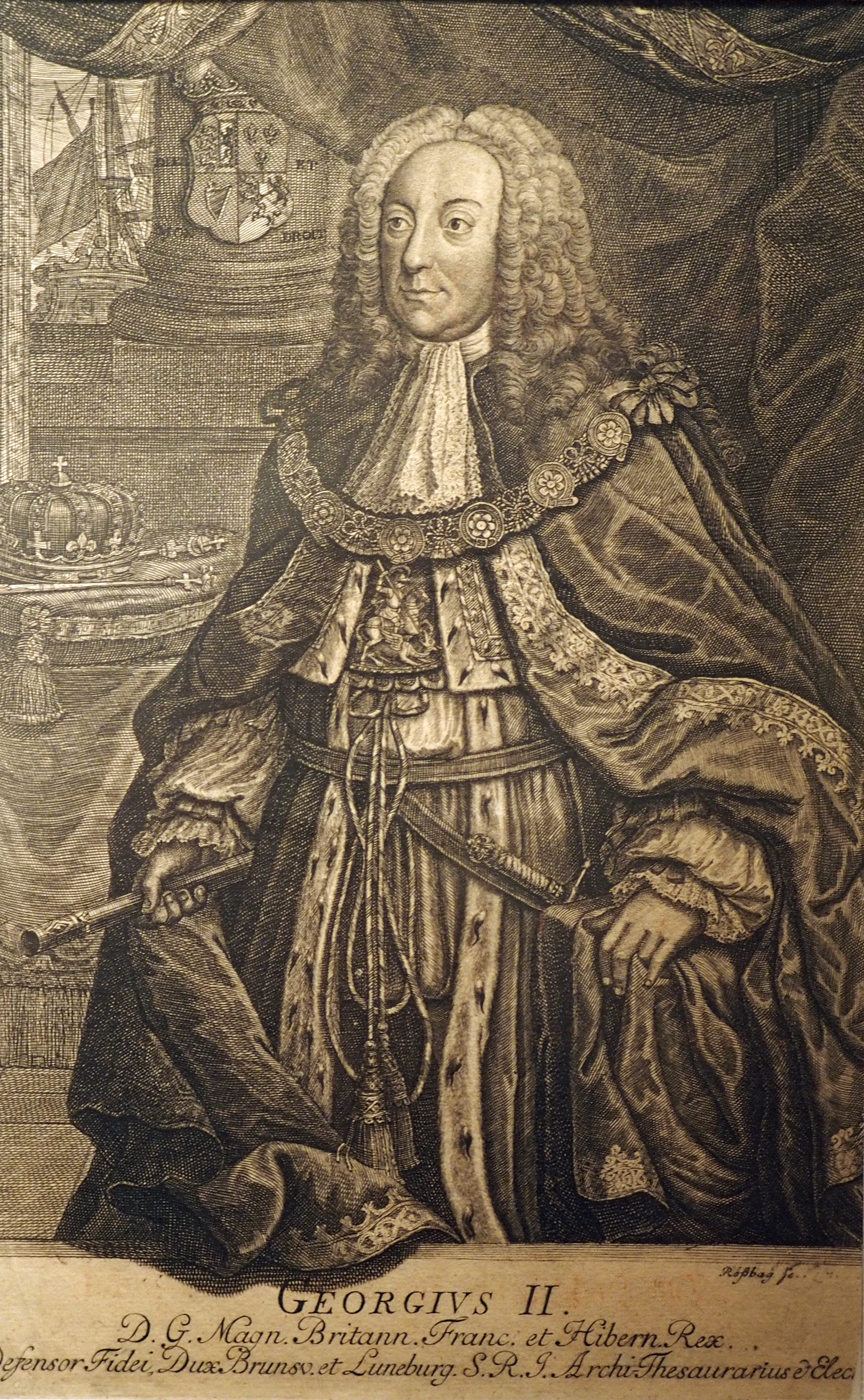
Georg II. (nach 1727)

Nach dem Tode seines Vaters am 11. Junijul. / 22. Juni 1727greg. folgte Georg August als Georg II. auf den Thron. Georgs Verhältnis zu seinem ältesten Sohn Friedrich Ludwig war ebenfalls sehr angespannt. Es gibt Hinweise darauf, dass der neue König seinen Sohn möglicherweise in eine der britischen Kolonien ins Exil schicken wollte; schließlich sah er aber davon ab. Georg II. wurde am 11. Oktoberjul. / 22. Oktobergreg. in der Westminster Abbey gekrönt. Georg Friedrich Händel wurde beauftragt, für die Krönung vier neue Hymnen zu komponieren.
Georg II. strebte einen Regierungswechsel an und wollte Robert Walpole durch Spencer Compton ersetzen. Er beauftragte Compton, für ihn seine erste Rede zu schreiben. Doch dieser ließ sich bei dieser Aufgabe von Walpole helfen. Dies führte dazu, dass Königin Caroline erklärte, Compton sei inkompetent. Überraschend teilte Georg die Meinung seiner Ehefrau und beließ Walpole auf dem Posten des Premierministers. Walpole konnte langsam aber sicher die Gunst des Königs gewinnen und sicherte für ihn beim Parlament eine großzügige Zivilliste von £800.000. Solange Königin Caroline noch lebte, war die Position Walpoles gesichert. Er war für fast die gesamte Innenpolitik zuständig und übte auch einigen Einfluss auf Georgs Außenpolitik aus. So erreichte er 1729, dass Georg einen Friedensvertrag mit Spanien abschloss.
Wie sein Vater kümmerte sich der in Deutschland aufgewachsene Georg II. intensiv um das Kurfürstentum Hannover und hielt regelmäßig auch im Leineschloss Hof. Während er in Großbritannien eine parlamentarische Monarchie regierte, in der er hauptsächlich über Personalentscheidungen Einfluss ausübte, bei Gesetzen und weitreichenden Entscheidungen aber vom Parlament des Vereinigten Königreichs abhängig war, war er in Hannover ein absoluter Monarch. Am 18. März 1729 legte der König den Grundstein für den Wiederaufbau des im Jahr zuvor abgebrannten Klosters Wülfinghausen. Seit dem Sommer 1729 trug sich Georg II. mit dem Gedanken, in Göttingen eine Universität zu gründen. Hinter diesem Gedanken wird Gerlach Adolph von Münchhausen als Impulsgeber vermutet. Vorbild und Konkurrenz war dabei die Universität Halle, die von Preußen unterhalten wurde. Neben dem erwarteten Prestigegewinn standen wirtschaftliche Überlegungen hinter der Standortentscheidung, da Göttingen damals noch unter den Folgen des Dreißigjährigen Krieges litt. Die Planung wurde ab 1732 konkretisiert, und ab dem 14. Oktober 1734 begann der Vorlesungsbetrieb an der nach ihm benannten Georg-August-Universität Göttingen, die am 17. September 1737 offiziell eröffnet wurde. Mit einem Erlass vom 27. Juli 1735 beauftragte er die hannoversche Regierung damit, ein Landgestüt zur Förderung der bäuerlichen Pferdezucht einzurichten. Zudem sollte damit die hannoversche Kavallerie mit Remonten versorgt werden. Noch im gleichen Jahr wurde das Landgestüt Celle gegründet.

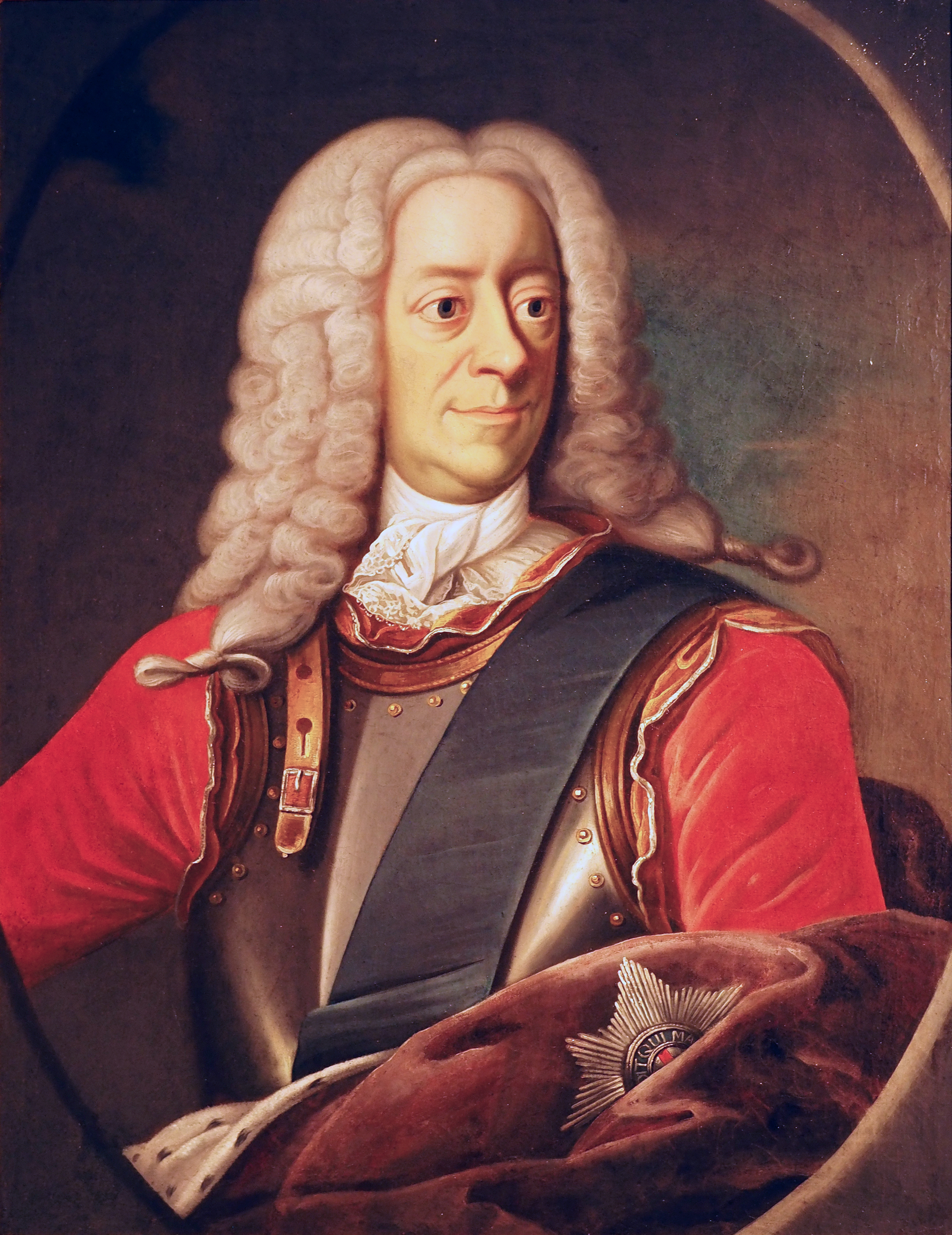
Georg II. um 1731

Während der 1730er verschlechterte sich das persönliche Verhältnis zu seinem ältesten Sohn. Die Situation eskalierte im Jahr 1736, nach der Heirat Friedrich Ludwigs mit Augusta von Sachsen-Gotha. Georg II. verbannte 1737 seinen Sohn und dessen Familie vom königlichen Hof. Königin Caroline starb am 20. November desselben Jahres. Angeblich soll sie vor ihrem Tod ihren Ehemann gebeten haben, wieder zu heiraten. Georg soll daraufhin geantwortet haben: « Non, j’aurai des maitresses! » (deutsch: „Nein, ich werde Mätressen haben!“) Georg war bereits 1736 mit seiner Mätresse Amalie Sophie von Wallmoden Vater seines unehelichen Sohnes Johann Ludwig von Wallmoden-Gimborn geworden.
Georgs Bemühungen um die Entwicklung seines Kurfürstentums Hannover äußerten sich in zahlreichen Initiativen, die jedoch häufig am Widerstand des landbesitzenden Adels, des schwerfälligen Verwaltungsapparates und der konservativen Bevölkerung scheiterten. Vor allem mithilfe britischer Investoren sollte der Seehandel ausgebaut werden. Insbesondere sollten Stade und Harburg als Seehäfen ausgebaut und Handelsgesellschaften gegründet werden. So entstand in Harburg eine Englische Manufactur-Compagnie. Mittels der Gründung einer Bank, der Etablierung von Papiergeld und eines Hypothekenwesens sollte ein Kapitalmarkt geschaffen werden. Dagegen wurde am 27. März 1750 auf Initiative von Georg Wilhelm Ebell hin, der wiederum eine Anregung von Leibniz aus dem Jahre 1678 aufgriff, eine Brand-Assecurations-Societät gegründet, aus der schließlich die heutige Versicherungsgruppe Hannover hervorging. Mit der Firma F. J. Seeger wurde 1743 in Hannover das erste Teegeschäft Deutschlands gegründet. Ebenfalls zu erwähnen sind die Bestrebungen, auf Geheiß von Georg II. ab 1740 im gesamten Fürstentum Lüneburg von eigens zu diesem Zwecke eingesetzten Kommissionen eine „Waldinventur“ in allen „Dominalforsten in der Lüneburger Heide“ (herrschaftlichen Wäldern) durchführen zu lassen, um forstwirtschaftliche Reformen mit dem Ziel der Verbesserung des Zustandes dieser Wälder einzuleiten – was jedoch zunächst meist am Widerstand der Heidebauern scheiterte, für die damit eine Einschränkung ihrer Hut- und Weiderechte und der Streunutzung in den bisher so genutzten Wäldern verbunden gewesen wäre.

## Österreichischer Erbfolgekrieg und Jakobitenaufstand

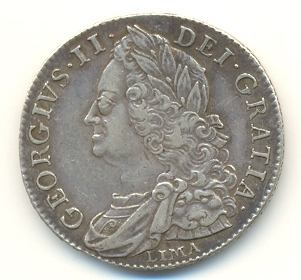
Half-Crown Münze von Georg II., 1746. Die Inschrift lautet GEORGIUS II DEI GRATIA (Georg II. durch die Gnade Gottes). Am unteren Rand ist das Wort LIMA, was bedeutet, dass die Münze mit Silber geprägt wurde, das von der gekaperten spanischen Schatzflotte bei Lima stammt.

Gegen Walpoles Rat erklärte Georg II. im Jahr 1739 Spanien den Krieg (der sogenannte War of Jenkins’ Ear). Nach dem Tod von Karl VI., dem Kaiser des Heiligen Römischen Reiches Deutscher Nation, wurde Europa 1740 in einen Krieg hineingezogen, da mehrere deutsche und europäische Fürsten die Pragmatische Sanktion nicht anerkannten, durch die Maria Theresia von Österreich zu Karls Nachfolgerin in den habsburgischen Ländern erklärt worden war. Der Krieg zwischen Großbritannien und Spanien wurde bald ein Teil des Österreichischen Erbfolgekriegs.
Robert Walpole konnte einen großen europäischen Konflikt nicht verhindern. Außerdem wurde die von John Carteret angeführte Opposition immer mächtiger. Nach dem Vorwurf, das Ergebnis einer Nachwahl in Chippenham zugunsten eines Anhängers verfälscht zu haben, trat Walpole 1742 nach einer Amtszeit von 27 Jahren zurück. Er wurde von Spencer Compton abgelöst. Dieser diente jedoch lediglich als Aushängeschild, die eigentliche Macht lag bei Carteret. Als Compton im Juli 1743 starb, trat Henry Pelham die Nachfolge an.
Carteret führte die Pro-Krieg-Fraktion an, die einen Machtzuwachs Frankreichs befürchtete, sollte es Maria Theresia nicht gelingen, den österreichischen Thron zu besteigen. Georg II. willigte ein, mehr Truppen nach Europa zu schicken; vordergründig sollte dadurch Maria Theresia unterstützt werden, doch die eigentliche Aufgabe bestand darin, die Besetzung Hannovers durch fremde Truppen zu verhindern. Die britische Armee war seit mehr als zwanzig Jahren nicht mehr in einen Krieg in Europa verwickelt gewesen, weshalb der Unterhalt und die Ausbildung vernachlässigt worden waren. Dennoch begleitete Georg seine Truppen und führte sie in die Schlacht bei Dettingen; damit war er der letzte britische Monarch, der persönlich auf einem Schlachtfeld anwesend war. Die Truppen wurden von seinem militärisch begabten Sohn William Augustus, Duke of Cumberland kommandiert. König Georg II. nahm am größten Teil der Schlacht nicht teil, da sein Pferd durchging und er nicht rechtzeitig zurückkam. Der Krieg war in der britischen Öffentlichkeit nicht sonderlich populär; man war der Meinung, dass Georg II. und Carteret die britischen Interessen unter jene von Hannover stellten.

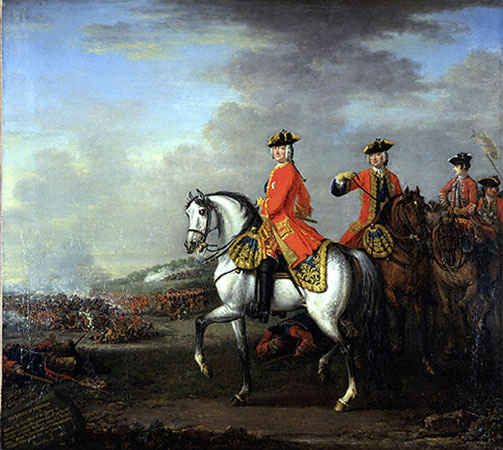
Georg II. in der Schlacht bei Dettingen

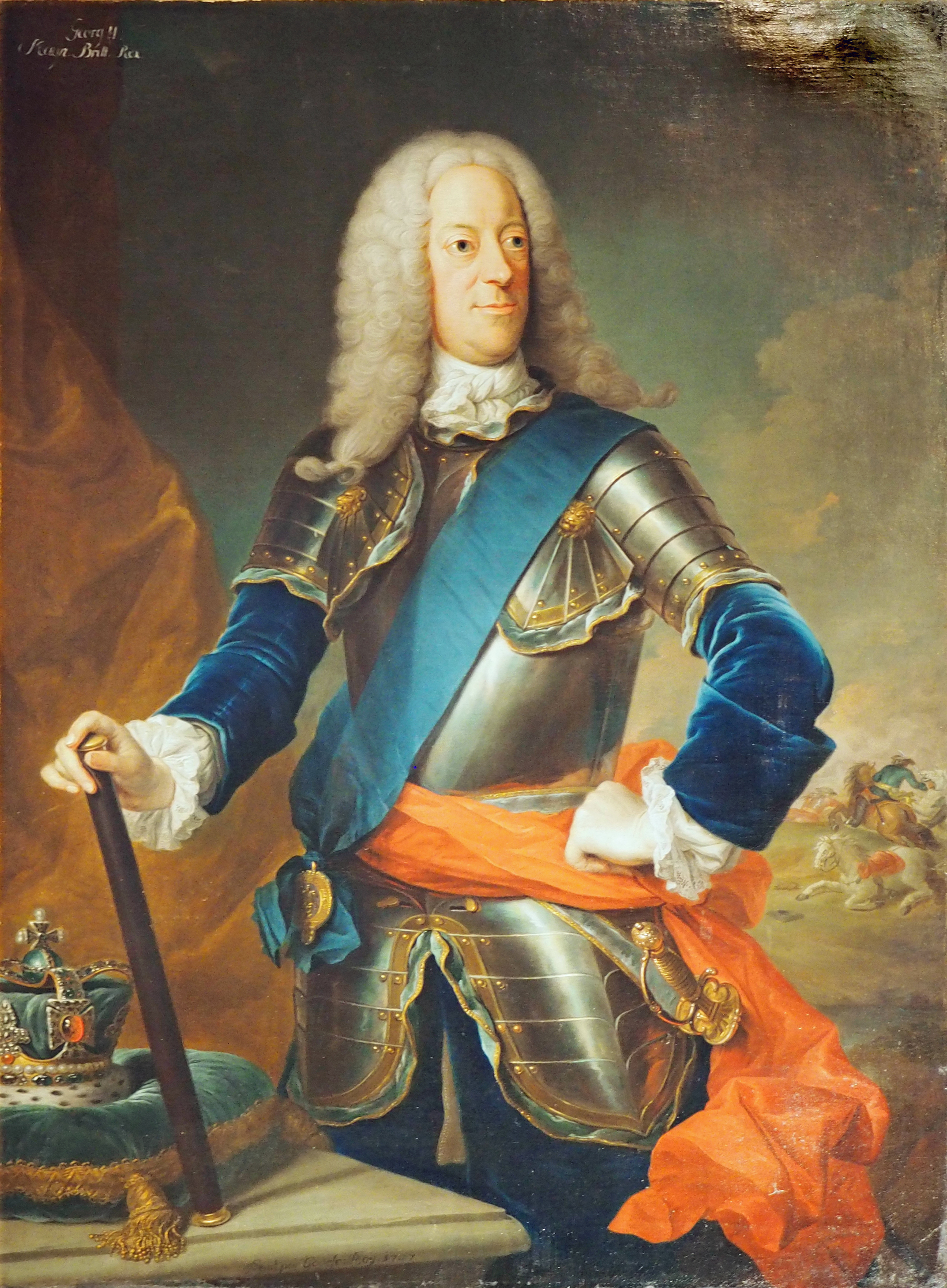
Georg II. (1747)

Frankreich nutzte die Verwicklung der Briten im Österreichischen Erbfolgekrieg aus und unterstützte einen Aufstand der Jakobiten. Die Jakobiten waren Anhänger des römisch-katholischen Königs Jakob II., der 1689 abgesetzt und durch seine protestantische Tochter Maria II. ersetzt worden war. Jakobs Sohn James Francis Edward Stuart, auch „Old Pretender“ (alter Prätendent) genannt, hatte zweimal einen Aufstand angezettelt. Nach dem Aufstand von 1715 musste er nach Frankreich fliehen, und der zweite Aufstand im Jahr 1719 endete, bevor er überhaupt richtig begonnen hatte. Sein Sohn Charles Edward Stuart (besser bekannt als „Bonnie Prince Charlie“) führte 1745 hingegen einen weitaus bedrohlicheren Aufstand an.
Bonnie Prince Charlie traf im Juli 1745 in Schottland ein. Viele Schotten unterstützten sein Anliegen. Er siegte am 21. September in der Schlacht bei Prestonpans und am 17. Januar 1746 in der Schlacht bei Falkirk gegen britische Regierungstruppen. Der französische König Ludwig XV. hatte die Entsendung von 12.000 Soldaten versprochen, um den Aufstand zu unterstützen, überlegte es sich dann jedoch anders. Die Rebellenarmee war bereits in den Norden Englands vorgedrungen, wurde dann aber von den unter dem Kommando von Georgs Sohn William Augustus, Duke of Cumberland stehenden Truppen zurückgedrängt. Am 16. April 1746 wurde die erschöpfte, hungernde und schlecht ausgerüstete jakobitische Rebellenarmee in der Schlacht bei Culloden vernichtend geschlagen. Dies sollte die letzte Landschlacht sein, die jemals auf britischem Boden stattfand.
Bonnie Prince Charlie floh nach Frankreich, doch viele seiner schottischen Anhänger wurden gefangen genommen und exekutiert. Nach der Niederschlagung des Aufstands ging der Österreichische Erbfolgekrieg weiter. Mit dem Friedensschluss im Jahr 1748 wurde Maria Theresia als Erzherzogin von Österreich anerkannt. Sie löste in der Folge das Bündnis mit Großbritannien auf, da sie das Land als zu unzuverlässig empfand.

## Späte Jahre

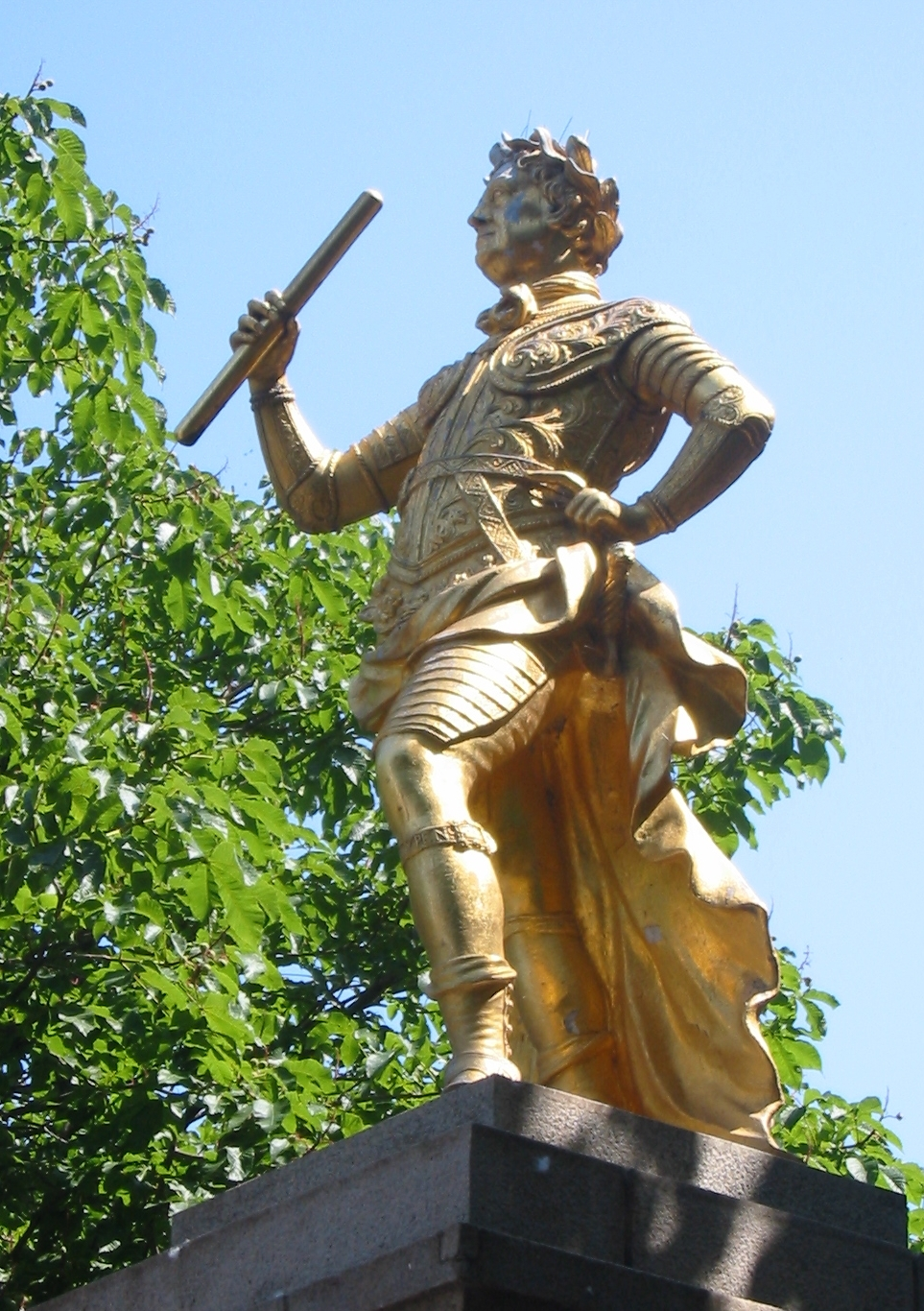
Statue von Georg II. in St. Helier, Jersey

Am 20. März 1751 starb überraschend sein Sohn Friedrich Ludwig.
1751 stiftete er die Königliche Gesellschaft der Wissenschaften. In den restlichen Jahren seines Lebens zeigte Georg II. kein aktives Interesse an der Politik oder an Kriegen. In diese Zeit fiel der Beginn der industriellen Revolution mit einer rasanten Bevölkerungszunahme.
1752 erfolgte in Großbritannien eine Kalenderreform. Der bis zu diesem Jahr gültige Julianische Kalender wurde durch den Gregorianischen Kalender ersetzt. Es mussten elf Tage gestrichen werden; auf den 2. September folgte der 14. September. Darüber hinaus wurde der 1. Januar zum offiziellen Jahresbeginn erklärt, zuvor war es der 25. März gewesen. Das erste Datum galt allgemein schon lange als erster Tag des Jahres, doch das zweite Datum war für formelle Zwecke verwendet worden. Um die Buchhaltungen in Einklang zu bringen und um zu verhindern, dass jährliche Zahlungen vorzeitig geleistet werden mussten, wurde das Fiskaljahr nicht gekürzt. Aus diesem Grund beginnt seither das britische Fiskal- und Steuerjahr am 6. April.
Premierminister Henry Pelham starb im März 1754. Auf ihn folgte sein Bruder Thomas Pelham-Holles. Dieser wurde im November 1756 durch William Cavendish abgelöst. Cavendish konnte sich jedoch nur bis Juni 1757 an der Spitze der Regierung halten und musste sein Amt wieder an Pelham-Holles abtreten.
Georg II. arrangierte sich mit der Pelham-Administration und genoss die Möglichkeit, durch den durch sie erreichten inneren und äußeren Frieden alle zwei bis drei Jahre nach Hannover zu reisen. Auf Kritik aus England an diesen Reisen entgegnete er, dass sich alle vornehmen Engländer im Sommer auf ihre Landsitze begäben und Hannover sei eben sein Landsitz.

### Siebenjähriger Krieg
Zu Beginn des Siebenjährigen Kriegs 1756 verbündete sich die österreichische Erzherzogin Maria Theresia mit ihren früheren Feinden Russland und Frankreich gegen Großbritannien; dieser Allianz schlossen sich auch Sachsen und Schweden an. Georg II. fürchtete die Eroberung Hannovers und verbündete sich deshalb mit Preußen. Der Krieg fand nicht nur in Europa statt, sondern auch in Indien und in Nordamerika (dort unter dem Namen Franzosen- und Indianerkrieg bekannt). Der britische Einfluss in Indien konnte 1757 nach Robert Clives Sieg in der Schlacht bei Plassey endgültig gefestigt werden. Die Schlacht bei Minden, geführt durch Herzog Ferdinand von Braunschweig-Wolfenbüttel, brachte 1759 auf dem Kontinent die Wende zugunsten Georgs und seiner Verbündeten.

### Tod
Georg II. starb am 25. Oktober 1760 an einer Dissektion der Aorta und wurde in der Westminster Abbey beigesetzt. Da sein ältester Sohn Friedrich Ludwig bereits neun Jahre zuvor gestorben war, trat sein Enkel Georg Wilhelm Friedrich als Georg III. die Nachfolge an.

## Vermächtnis

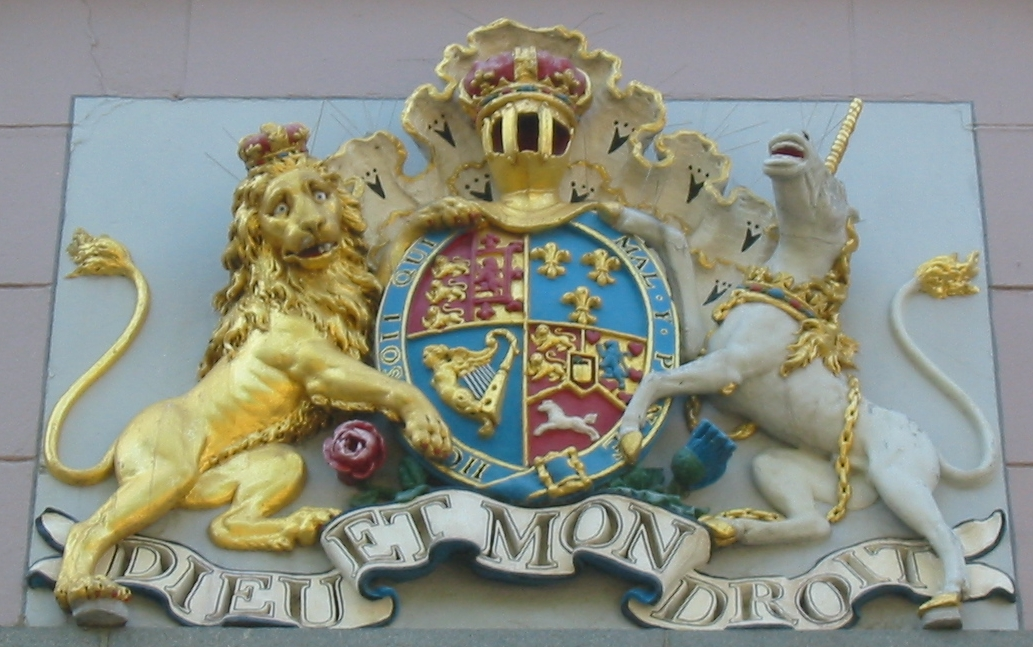
Königswappen von Georg II.

Der Siebenjährige Krieg dauerte nach Georgs Tod noch an und endete 1763 mit bedeutenden territorialen Gewinnen für die Briten in Nordamerika und Asien. Doch der Krieg hatte die Staatskasse geleert. Die Versuche der britischen Regierung, die Kolonisten in Nordamerika zu besteuern, waren die Ursache der Amerikanischen Unabhängigkeitsbewegung. Hingegen konnte die britische Herrschaft in Indien mit der Hilfe der Ostindien-Kompanie endgültig gesichert werden. Während Georgs Regierungszeit verschob sich das Machtgefüge in Großbritannien weiter weg vom Königshaus und hin zu einer Stärkung des Parlaments und des Premierministers.
Sein Biograf Mijndert Bertram würdigt ihn kritisch als „keinen großen, aber doch geeigneten Herrscher, sowohl für England, wie für Hannover“. Seine ihm auch von seinen Gegnern bescheinigten guten Eigenschaften, wie Gerechtigkeit, Geradlinigkeit und Wahrhaftigkeit, verbunden mit gesundem Menschenverstand, Verantwortungsbewusstsein und Fleiß haben ihn durchaus für sein hohes Amt qualifiziert. Dagegen habe es ihm an „intellektuellem Tiefgang, Inspiration, Willenskraft und Charisma“ gefehlt. Zudem sei seine Macht als König von England bereits deutlich den verfassungsgemäßen Beschränkungen unterworfen gewesen.
Sein Neffe und Verbündeter im Siebenjährigen Krieg, Friedrich II. von Preußen, beurteilte ihn in seinen Memoiren von 1775 so: „Georg II., Kurfürst von Hannover, regierte damals England. Er hatte Tugenden und Genie, aber übermäßig starke Leidenschaften; fest in seinen Vorsätzen, eher geizig als sparsam, arbeitsfähig, unfähig zur Geduld, gewalttätig, mutig, aber England nach den Interessen des Kurfürstentums regierend, und zu wenig Herr seiner selbst, um eine Nation zu führen, die sich ihre Freiheit zum Idol macht.“
Das patriotische Lied God Save the King entstand während der Herrschaft Georgs II. Es wird angenommen, dass es erstmals während des Aufstands von 1745 gespielt wurde. God Save the King (beziehungsweise God Save the Queen) ist heute die Nationalhymne Großbritanniens und eine der beiden Nationalhymnen Neuseelands (gleichberechtigt mit God Defend New Zealand). Es ist auch die Königshymne von Australien und Kanada.
Seine Buchkollektion mit rund 17.000 Bänden bildete im 18. Jahrhundert den Grundstock der Bibliothek des British Museum. Heute befindet sie sich in der British Library.
Der US-amerikanische Bundesstaat Georgia sowie der Asteroid (359) Georgia tragen seinen Namen.

## Nachkommen
- Friedrich Ludwig (1707–1751), Prince of Wales
- Anne (1709–1759) ⚭ Wilhelm von Nassau-Dietz
- Amelia Sophie (1711–1786)
- Caroline Elizabeth (10. Juni 1713 bis 28. Dezember 1757)
- Georg Wilhelm (13. November 1717 bis 17. Februar 1718)
- William Augustus (1721–1765), Duke of Cumberland
- Maria (1723–1772) ⚭ Friedrich II. von Hessen-Kassel
- Louise (1724–1751) ⚭ Friedrich V. von Dänemark

Zudem gilt er als Vater des unehelichen Sohnes Johann Ludwig Graf von Wallmoden-Gimborn (1736–1811).

## Ahnentafel
| Ahnentafel König Georg II.  | Ahnentafel König Georg II.                                                                                | Ahnentafel König Georg II.                                                                                | Ahnentafel König Georg II.                                                                           | Ahnentafel König Georg II.                                                                           | Ahnentafel König Georg II.                                                                                             | Ahnentafel König Georg II.                                                                                             | Ahnentafel König Georg II.                                                                        | Ahnentafel König Georg II.                                                                        |
| --------------------------- | --- | --- | --- | --- | --- | --- | ------------------------------------------------------------------------------------------------- | ------------------------------------------------------------------------------------------------- |
| Urgroßeltern                | Herzog Georg von Braunschweig-Calenberg (1582–1641) ⚭ 1617 Anna Eleonore von Hessen-Darmstadt (1601–1659) | Herzog Georg von Braunschweig-Calenberg (1582–1641) ⚭ 1617 Anna Eleonore von Hessen-Darmstadt (1601–1659) | Kurfürst Friedrich V. von der Pfalz (1596–1632) „Winterkönig“ ⚭ 1612 Elisabeth Stuart (1596–1662)    | Kurfürst Friedrich V. von der Pfalz (1596–1632) „Winterkönig“ ⚭ 1612 Elisabeth Stuart (1596–1662)    | Herzog Georg von Braunschweig und Lüneburg-Calenberg (1582–1641) ⚭ 1617 Anna Eleonore von Hessen-Darmstadt (1601–1659) | Herzog Georg von Braunschweig und Lüneburg-Calenberg (1582–1641) ⚭ 1617 Anna Eleonore von Hessen-Darmstadt (1601–1659) | Alexanders II. Desmier, Marquis d’Olbreuse (1608-1660) ⚭ Jacquette Poussard de Vandré (1610-1648) | Alexanders II. Desmier, Marquis d’Olbreuse (1608-1660) ⚭ Jacquette Poussard de Vandré (1610-1648) |
| Großeltern                  | Kurfürst Ernst August von Braunschweig-Calenberg (1629–1698) ⚭ 1658 Sophie von der Pfalz (1630–1714)      | Kurfürst Ernst August von Braunschweig-Calenberg (1629–1698) ⚭ 1658 Sophie von der Pfalz (1630–1714)      | Kurfürst Ernst August von Braunschweig-Calenberg (1629–1698) ⚭ 1658 Sophie von der Pfalz (1630–1714) | Kurfürst Ernst August von Braunschweig-Calenberg (1629–1698) ⚭ 1658 Sophie von der Pfalz (1630–1714) | Fürst Georg Wilhelm von Braunschweig-Lüneburg (1624–1705) ⚭ 1676 Eleonore d’Olbreuse (1639–1722)                       | Fürst Georg Wilhelm von Braunschweig-Lüneburg (1624–1705) ⚭ 1676 Eleonore d’Olbreuse (1639–1722)                       | Fürst Georg Wilhelm von Braunschweig-Lüneburg (1624–1705) ⚭ 1676 Eleonore d’Olbreuse (1639–1722)  | Fürst Georg Wilhelm von Braunschweig-Lüneburg (1624–1705) ⚭ 1676 Eleonore d’Olbreuse (1639–1722)  |
| Eltern                      | König Georg I. (1660–1727) ⚭ 1682 Sophie Dorothea von Braunschweig-Lüneburg (1666–1726)                   | König Georg I. (1660–1727) ⚭ 1682 Sophie Dorothea von Braunschweig-Lüneburg (1666–1726)                   | König Georg I. (1660–1727) ⚭ 1682 Sophie Dorothea von Braunschweig-Lüneburg (1666–1726)              | König Georg I. (1660–1727) ⚭ 1682 Sophie Dorothea von Braunschweig-Lüneburg (1666–1726)              | König Georg I. (1660–1727) ⚭ 1682 Sophie Dorothea von Braunschweig-Lüneburg (1666–1726)                                | König Georg I. (1660–1727) ⚭ 1682 Sophie Dorothea von Braunschweig-Lüneburg (1666–1726)                                | König Georg I. (1660–1727) ⚭ 1682 Sophie Dorothea von Braunschweig-Lüneburg (1666–1726)           | König Georg I. (1660–1727) ⚭ 1682 Sophie Dorothea von Braunschweig-Lüneburg (1666–1726)           |
| König Georg II. (1683–1760) | | | | | | |                                                                                                   |                                                                                                   |

## Dokumentarfilm
- arte.tv: Georg II. – Der Militärische (45 Min.) Teil 2 der vierteiligen Doku Britanniens deutsche Dynastie. (Verfügbar bis zum 31. August 2029)